# Никола Попов (футболен съдия)
Вижте пояснителната страница за други значения на Никола Попов.
Никола Антонов Попов е български и международен футболен съдия, част от ранглистата на ФИФА за рефери, притежаващи лиценз за ръководена на международни срещи и двубои от първенствата на световната футболна централа.
Футболен съдия №1 на България за 2016 година.
Никола Попов е държавен служител, работи в Държавен фонд „Земеделие“. Син е на футболния функционер, дългогодишен Директор на направление „Първенства и турнири“ в БФС, и настоящ вице-изпълнителен директор на БФС Антон Попов.